# Qiagen
QIAGEN er en nederlandsk producent af prøve- og analyseteknologier indenfor molekylær diagnostik, anvendte tests, forskning og erhvervsforskning. De har 35 kontorer i 25 lande. Deres hovedkvarter er i Venlo, mens deres operative hovedkvarter er i Hilden.